# XVIII Juegos Centroamericanos y del Caribe
Los XVIII Juegos Centroamericanos y del Caribe se realizaron en Maracaibo, Venezuela entre el 8 y 22 de agosto de 1998.

## Historia
En las justas deportivas participaron 5200 deportistas de 31 países. En el caso de la disciplina de remo, las competiciones se realizaron en Guatemala. Por novena vez consecutiva Cuba mantuvo el liderato.

## Medallero
La tabla se encuentra ordenada por la cantidad de medallas de oro, plata y bronce.
Si dos o más países igualan en medallas, aparecen en orden alfabético.País anfitrión en negrilla.
| Medallería Juegos Centroamericanos y del Caribe 1998 |                                      |     |       |        |       |
| Pos                                                  | País                                 | Oro | Plata | Bronce | total |
| 1                                                    | Cuba                                 | 191 | 74    | 69     | 334   |
| 2                                                    | México                               | 61  | 87    | 71     | 219   |
| 3                                                    | Venezuela                            | 56  | 68    | 67     | 191   |
| 4                                                    | Colombia                             | 19  | 43    | 51     | 113   |
| 5                                                    | Puerto Rico                          | 11  | 21    | 48     | 80    |
| 6                                                    | República Dominicana                 | 7   | 20    | 44     | 71    |
| 7                                                    | Surinam                              | 7   | 1     | 0      | 8     |
| 8                                                    | Jamaica                              | 6   | 13    | 10     | 29    |
| 9                                                    | El Salvador                          | 4   | 11    | 22     | 37    |
| 10                                                   | Guatemala                            | 3   | 11    | 22     | 36    |
| 11                                                   | Panamá                               | 3   | 6     | 4      | 13    |
| 12                                                   | Antillas Neerlandesas                | 3   | 2     | 5      | 10    |
| 13                                                   | Costa Rica                           | 2   | 3     | 5      | 10    |
| 14                                                   | Bahamas                              | 2   | 2     | 4      | 8     |
| 15                                                   | Barbados                             | 2   | 2     | 4      | 8     |
| 16                                                   | Trinidad y Tobago                    | 1   | 8     | 5      | 14    |
| 17                                                   | Islas Vírgenes de los Estados Unidos | 1   | 1     | 0      | 2     |
| 18                                                   | Nicaragua                            | 0   | 2     | 6      | 8     |
| 19                                                   | Honduras                             | 0   | 1     | 5      | 6     |
| 20                                                   | Haití                                | 0   | 0     | 3      | 3     |
| 21                                                   | Aruba                                | 0   | 0     | 1      | 1     |
| 22                                                   | Guyana                               | 0   | 0     | 1      | 1     |
| 23                                                   | Islas Caimán                         | 0   | 0     | 0      | 0     |
| 23                                                   | Islas Vírgenes Británicas            | 0   | 0     | 0      | 0     |
| 23                                                   | Santa Lucía                          | 0   | 0     | 0      | 0     |
| 23                                                   | Antigua y Barbuda                    | 0   | 0     | 0      | 0     |
| 23                                                   | Belice                               | 0   | 0     | 0      | 0     |
| 23                                                   | San Cristóbal y Nieves               | 0   | 0     | 0      | 0     |
| 23                                                   | Dominica                             | 0   | 0     | 0      | 0     |
| 23                                                   | Granada                              | 0   | 0     | 0      | 0     |
| 23                                                   | Bermudas                             | 0   | 0     | 0      | 0     |
| 23                                                   | San Vicente y las Granadinas         | 0   | 0     | 0      | 0     |